# Izoglosa

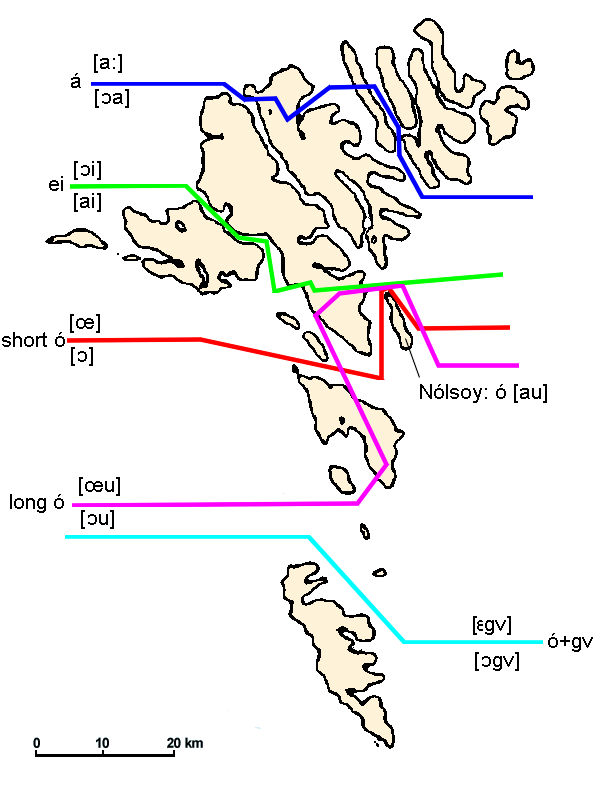
Průběh izoglos na Faerských ostrovech. V tomto případě jde o izofony oddělující oblasti s různou hláskovou podobou slov v nářečích faerštiny.

Izoglosa je hranice území, kde se vyskytuje daný jazykový jev, resp. jde o linii na mapě, která toto území vymezuje.
Izoglosa obvykle netvoří ostrý předěl, ale označuje nejzazší hranici výskytu daného jevu. Mezi izoglosami dvou konkurenčních jazykových jevů pak existuje území, které představuje plynulý přechod mezi těmito jevy – jazykové kontinuum.
Izoglosy mohou probíhat buď samostatně, nebo vytvářet svazky, které svědčí pro existenci hranice mezi dvěma nářečími.

## Druhy izoglos
Izoglosy ohraničují různé druhy jazykových jevů. Podle toho pak rozlišujeme izoglosy na:
- izofony – oddělují různé podoby hláskosloví, např. ruka x roka;
- izomorfy – oddělují různé morfologické a slovotvorné jevy, např. černej x černý, slepice x slípka;
- izo(syn)taxy – oddělují odlišné syntaktické jevy, např. (ne)rozlišování místa a směru: kam jdeš? x kde jdeš?;
- izolexy – oddělují oblasti rozdílným pojmenováním dané skutečnosti (lexikální jevy), např. vesnice x dědina;
- izosémy – oddělují oblasti s různým významem (sémantikou) téhož slova, např. járek ve významu „rýha, stružka“ x „potůček“;
- izofráze – oddělují oblasti s různou frazeologií, např. stojí jak svatý za dědinou x stojí jak svatý v rampuchu (stojí nečinně a přihlíží).